# Zeuxokoma alphei
Zeuxokoma alphei är en kräftdjursart som beskrevs av Robby August Kossmann 1872. Zeuxokoma alphei ingår i släktet Zeuxokoma och familjen Cryptoniscidae.
Artens utbredningsområde är havet kring Filippinerna. Inga underarter finns listade i Catalogue of Life.